# 京都の元学区
京都の元学区（きょうとのもとがっく）は、明治改元の前後に行われた町組改正により再編され、日本で最初の学区制小学校である64校の番組小学校設置の単位となった新たな町組（番組）を起源とする地域単位。明治期から戦中までは単に小学校の通学区域というだけでなく、小学校運営・行政機能の一部を担うものであった。
戦後の学制改革で一部の小学校が新制中学校になったことや近年の学校統廃合などにより小学校の通学区域と一致しなくなったものもあるが、現在でも自治連合会、体育振興会や社会福祉協議会、自主防災組織などの単位として用いられている。京都市内では単に学区（がっく）といった場合、学校の通学区域ではなく、こうした地域行政・住民自治の地域単位である元学区（もとがっく）のことを指す。
元学区（学区）は、番組小学校を起源とするものだけでなく、戦前の公同組合や戦中の町内会連合会の区域、高度成長期において新たに設置された小学校区を単位として設定されている場合もある。

## 元学区の成立の経緯
元学区（学区）は、明治時代の番組制度に起源を持つ京都の住民自治の単位。
京都の地域自治の最小単位である町（ちょう）が集まった町組（ちょうぐみ）は、戦国時代にさかのぼることができる。その後、江戸時代にかけて町域が拡大に合わせ編成が進み、寛永年間頃でおおよそ完了した。当時の町組は、中心となる親町（あるいは古町）と新たに加わった枝町・新町に区分され、町組の中でもいくつかの小組があるなど複雑な構造・分布となっていた。
もともとは町組に雇用され事務を請け負っていた町代が権限を増大していく中、町組側が町代の専横を訴えた、文化・文政年間の「町代改義一件」により、町代の権限は大幅に縮小され、町組側が大仲という惣町レベルでの自治組織を結成する大きな契機となり、上京・下京には上下京三役・町組・町の自治体制が置かれた。

### 番組
この江戸時代の町組を、1868年（慶応4年）に京都府が改正を行った（第一次町組改正）。親町（あるいは古町）・枝町・新町の区別を廃し、またそれまでの町組では、それぞれの町がどの組に属しても良かったが、地理的なまとまりを持つものとなるよう組み替えられた。改正後の町組（番組）は、地域行政や警察・消防機能を持つものとなり、同年（明治元年）に町会所に併設する形で小学校の設立が決定された。京都府は、翌1869年（明治2年）に再度の改正（第二次町組改正）を行い、上京33組・下京32組（同年に上京・下京それぞれ33組）に組み換え、同年この番組をもとに64の番組小学校が設立された。
この町組改正を経て、上・下京の総代を大年寄、各組は中年寄・添年寄、各町は町年寄と呼ぶことになった。

### 区
1871年（明治4年）に制定された戸籍法は、戸籍を扱う単位としての地方行政組織「戸籍区」を設置し、戸籍区にはそれぞれ戸長を置くことを定めた。
京都では、1872年（明治5年）に戸籍制度を導入するにあたり、町を単位として各町に戸長を置いた。このとき「番組」は「区」（上京（下京）○区）に改められ、その区には中年寄・添年寄を改め区長・副区長、上京・下京にはそれぞれ大年寄を改め総区長が置かれることになった。この頃行われた地租改正により、全国の土地に地番が振られたが、京都市の中心部では区ごとの付番となった。
1874年（明治7年）には、戸長の管轄範囲が200戸と見直されたのにともない、いくつかの町をまとめて1人の戸長を置くように改められた。それによって町の代表者は町総代と呼ばれるようになるが、その設置はあくまで町の任意によるものだった。

### 組
1879年（明治12年）に郡区町村編制法が制定されると、区を組（上京（下京）○組）と改称し、各組ごとに戸長を置くことになった。また同年から戸長役場が設置されたが、京都では小学校に戸長役場を併設し、組が行政と教育の両方の単位となる体制が取られることになった。（なお、このとき上京区・下京区の両区役所が設置されている。）
戸長役場の設置に伴い、役場の運営等の行政経費について、組内の町の代表者による連合町会が設置され、審議されるようになった。
しかし、1886年（明治19年）11月には各組に置かれていた戸長役場は、上京区・下京区それぞれ10ずつに統合され、1889年（明治22年）には市制施行とともに全廃され、行政機能は区役所にまとめられることになった。こうして、上京・下京区に置かれた区役所が、直接住民と接することになったが、区役所の管轄範囲は広く、ますます地域行政は町総代に依存することになった。
一方、多くの公務は府や市が行い、予算は府会、市会の審議事項となるなか、各組（連合町会）に残されたのは尋常小学校に関する教育費の決定権のみとなった。

### 学区

#### 第二次世界大戦前・戦中の学区・連合公同組合・町内会連合会
1892年（明治25年）7月に「区会条例」が公布される
。この区会は小学校の学区単位で設置されたものであり、「学区会」とも呼ばれた。学区会では、学区の財政の意志決定が行われた。学区の運営は、学区有財産を基本に、学区内から学区税も財源とした。また、校舎建て替えなどにおいては、起債も認められた。
このように学校運営に特化することになった連合町会は、学区会へと改組され、区会条例に基づき運営されることになった。
このとき、「組」は「学区」（上京（下京）第○学区）となった。小学校名は当初番組の番号がそのまま付けられていたが、やがて固有の名を持つようになった。名称は、論語にちなんだ「立誠」、豊臣秀吉の「梅屋」など、中国の古典や地域の歴史に基づくものが多いのが特徴である。1929年（昭和4年）には学区を「成逸学区」のように学校名で呼ぶようになった。
1897年（明治30年）、京都市会は公同組合の設置を奨励することとした。町を単位として公同組合を設置し、各学区には各公同組合の代表者である公同組長により構成される連合公同組合が置かれた。
公同組合は、これまで町や学区が任意で行ってきたものについて公的な位置づけを明確に付与したということができた。
一方、学区により教育費を負担する制度は、学区間での経済的な豊かさによって、教育施設の充実等の面で差を生じることになり、その廃止を求める声が出てくることになる。これは周辺地域の合併の時にも問題となったが、学区という単位が公同組合など地域活動の単位となっていることもあり、市は教員給与を市から統一して支弁することや、学区への補助金制度などによって地域格差を是正しつつ学区を廃止せず残置した。
戦前の学区は、明治25年の発足以降、市域の拡大時（周辺市町村の京都市への編入時）に新設されたが、それ以外の新設や、また昭和4年の小学校名への名称変更以外は名称が変更されることはなかった。すなわち、小学校の新設や校名変更は、学区の分割や名称が変更されるということを意味せず、1つの学区の中に複数の小学校が含まれる学区も存在していた。なお、公同組合については、この学区に1つ置かれたが、一部の学区では複数の連合公同組合が置かれていた。
戦時色が深まるにつれ、公同組合連合会などが戦争遂行のために公同組合の強化を申し合わせるなど、公同組合は戦時体制下の協力を行った。しかし、長年の慣行をもち、徴収する経費の額なども各組合（町）で異なっているなどの性質を持っていた公同組合は、全国画一的な総動員体制をつくろうとする政府の方針とは相容れないものであった。
1940年（昭和15年）9月11日に内務省は各府県に部落会・町内会の設置を命じた。京都市は11月23日に京都市町内会設置標準を定め、翌年1月15日には全市内で町内会が設置された。これらの町内会が、連合公同組合を改組した町内会連合会のもとに編成された。この時に国民学校の通学区域単位で組織された町内会連合会の区域と名称が、現在の元学区（学区）のもとになっている。（前述の「学区」については、複数の小学校や、複数の連合公同組合が含まれていた学区もあった。）
また、小学校を運営する「学区」については、1941年（昭和16年）の国民学校令により存立の根拠を失うことになった。京都市では、実質的に翌年4月まで存続させたが、地域が学校を運営する「学区」の歴史はここで終わることになる。

#### 戦後の学区（元学区）
第二次世界大戦が終わると、町内会部落会又はその連合会等に関する解散、就職禁止その他の行為の制限に関する政令（昭和22年政令第15号）がポツダム政令として公布施行され、学区の基盤である町内会自体が廃止されるが、次第に再組織化されていった。戦後、一部の小学校が新制中学校に転用され、さらに人口の増減による小学校の新設や統廃合により、学区と小学校の通学区域は一致しなくなった。
元学区（学区）は行政上の単位ではなく、行政とのつながりはないが、市政協力員などの形で、国勢調査や市広報（市民しんぶん）配布、回覧板などといった行政からの伝達もこの順で行なわれることが多い。なお国勢調査の統計区は元学区（学区）に基づいて設置されているが、まったく一致するというものではない。
なお、現在において、地域行政・住民自治の単位として学区というときに、戦後人口増加が著しく、小学校が新設された地域においては、新設された小学校区を新たな「元学区（学区）」の単位として扱う場合がある。ただし、この場合でも市中心部では戦後の統廃合以前の小学校区（通学区域）が「元学区（学区）」の単位である。
毎年10月頃になると、区民体育祭や区民運動会などを町中で目にするが、ここでいう区とは元学区（学区）のことである。学区民による運動会は、元学区（学区）ごとに行われ、多くの学区では町内会対抗の形式を取っている。このことからも、学区における町内会の重要性がうかがえる。また、時代祭を運営する平安講社は各学区にあり、現在でも時代祭は各学区が交代に維持・運営等を行っている。

### 年表
- 慶応4年（1868年）閏4月：京都府成立
- 慶応4年（1868年）8月：第一次町組改正。上京45番組、下京41番組となる。
- 明治元年（1868年：9月 京都府、小学校の建設を各町に奨励（小学校設立仕方の示達）
- 明治2年（1869年）1月：第二次町組改正。上京33番組、下京32番組となる。（同年下京で番組の分離があり33番組となる[12]。）
- 明治2年（1869年）5月：京都府、小学校の諸規則を制定。上京第27番組で小学校開業式を挙行。年内に64校が設立される。（上京28・29番組、下京22・32番組はそれぞれ2番組で1校を設立。）
- 明治5年（1872年）5月：番組を区とする市区改正が実施され、上京33区、下京32区となる。
- 明治5年（1872年）10月：京都府、学制を管内に布告する。
- 明治12年（1879年）3月：郡区町村編制法に基づき、上京区・下京区を置き、従来の区を組と改め、上京区33組、下京区32組とする。
- 明治19年（1886年）4月：小学校令公布
- 明治21年（1888年）6月：鹿ヶ谷・浄土寺・岡崎・聖護院・吉田・粟田口・南禅寺村を上京区（上京第34組）に、今熊野・清閑寺村を下京区（下京第33組）に編入[13]。
- 明治22年（1889年）4月：京都市制施行
- 明治25年（1892年）7月：京都市、学区制度を確立する。上京区28学区、下京区32学区となる。
- 明治30年（1897年）10月：京都市上下京区長、公同組合設置を各町に布達する。
- 明治35年（1902年）2月：葛野郡大内村東塩小路・西九条両地区を京都市下京区に編入。(編入した西九条地区により下京第33学区を設置。)
- 大正6年（1917年）12月：教員の給料を市費で統一支弁する議案を市会で可決。
- 大正7年（1918年）4月：朱雀野村など16町村を京都市に編入。上京第29 - 35学区、下京区第34 - 38学区を設置[14]。（学区数は73、学校数は78となる[6]）
- 昭和4年（1929年）4月：学区の名称を「上京（下京）第○○学区」から小学校名を冠する名称に改称[15]。このとき、上京区35学区、下京区38学区であった。東山・中京・左京の3区を増設。
- 昭和5年（1930年）10月：公同組合の連合会が成立。
- 昭和6年（1931年）4月：伏見市など27市町村を京都市に編入し、右京・伏見の2区を新設。この時、編入区域に以下の学区が設置された[16]。（学区数は101、学校数は129となる[6]）
  - 修学院学区、松ヶ崎学区、上賀茂学区、大宮学区、鷹峯学区、花園学区、太秦学区、西院学区、高雄学区、嵯峨学区、梅津学区、西京極学区、桂学区、松尾学区、川岡学区、吉祥院学区、上鳥羽学区、竹田学区、深草学区、桃山学区、向島学区、納所学区、横大路学区、下鳥羽学区、山階学区、勧修学区、醍醐学区
- 昭和15年（1940年）9月：内務省が町内会・部落会の設置を府県に布達
- 昭和15年（1940年）10月：公同組合評議会、町内会設置による公同組合の発展的解消を市長に答申[17]。
- 昭和15年（1940年）11月：京都市町内会設置標準制定[17]
- 昭和15年（1940年）12月：町内会成立。翌昭和16年1月15日に京都市全町内会結成式挙行[18]。公同組合が発展的解消[19]（同年の学区連合公同組合数は112[20]）。
- 昭和16年（1941年）2月：国民学校令公布（4月施行）
- 昭和16年（1941年）3月：京都市学区学務委員条例廃止[18]
- 昭和16年（1941年）4月：京都市内学区制廃止[18]。ただし全国で京都市のみ実質廃止は翌昭和17年（1942年）4月[21]。
- 昭和16年（1941年）6月：京都市局部長会議が「学区」呼称廃止を決定。（○○町内会連合会と呼ぶこととなる。）[21]
- 昭和16年（1941年）6月：町内会連合会を小学校通学区域単位に設置[18]（町内会連合会の数は143[22][23][注 6]）

## 元学区の位置づけ
京都における自治の単位は以下のような構成となっている。
区 ― 元学区（学区） ― （ブロック） ― 町内会 ― 隣組
ただし、この中でコミュニティ上最も重要なのは町内会である。学区やブロック、隣組（班、組）などは便宜上存在しているにすぎない。
右京区のある地区の例:
右京区 ― 西院第一学区 ― 第六ブロック ― 東立倉町 ― 隣組（数軒単位）
なお、古い町名がそのまま残っている中京区や上京区などの市中心部と異なり、この地区では戦後すぐに行政町名の変更、整理が行なわれたため、「東立倉町」も現存しない。しかしながら、町内会の単位としての町名は現在でもこのように旧町名が使用されているケースも多い。また現在は、行政上の町によっては複数の学区にまたがっている場合もある。

## 一覧
京都市内の現在の元学区（学区）の一覧と変遷を示す。以下には、1869年（明治2年）の第二次町組改正により成立した「番組」に由来するものだけでなく、その後の市町村合併で京都市に組み込まれた地域のものも含まれる。
名称・読みがな
名称・読みがなについては、京安心すまいセンター（京都市住宅供給公社）『京都市 すまいの子育て環境検索サイト』に掲げられるものに基づく。
住基元学区コード
一覧の名称・読みがなに掲げる元学区（学区）に概ね対応する、京都市の住民基本台帳人口の「元学区別集計」の単位となる「学区コード」を掲げている。（対応には、住民基本台帳人口の町別・学区別集計を参考にしている。）
京都市の住民基本台帳人口には「元学区別集計」というものがある。これは住民基本台帳において公称町ごとにつけられた6桁のコード「区・学区・町コード」のうち、区（行政区）と個別の町（公称町）のコードの間に付される2桁のコードである「学区コード」を単位として集計したものである。
この「住民基本台帳上の元学区」は、あくまで住民基本台帳上の区分に用いられるものであり、戦後人口が増加し小学校が新設された地域など、現在において自治連合会の単位など地域行政・住民自治の地域区分として用いられているものとは必ずしも一致するものではない。（住民自治単位の歴史的区分である「元学区」や、「国勢統計区」、「小学校や中学校の通学区域」とは異なる。）
なお、一部には複数のコードが割り振られており、住民基本台帳人口の元学区別集計では、例えば「修学院 1/4」のように表記される。
国勢統計区番号
一覧の名称・読みがなに掲げる元学区（学区）に対応する国勢統計区の番号を付した。
京都市では、おおむね元学区を単位として国勢統計区が設定されており、令和2年国勢調査時点では京都市全体で227の国勢統計区が設定されている。
国勢統計区は、区（行政区）ごとに起番される番号でナンバリングされ、またそれに対応する区域名称を持ち、例えば「中京区第20国勢統計区 銅駝」のように表される。
読み仮名については、国勢統計区名称一覧を参考とした。
名称の変遷
変遷については第二次大戦前の区会条例に基づく学区までについて示し、以降については「備考」欄に関連する小学校設置などを記載している。
- 1869年（明治2年） - 第二次町組改正による番組の設置（上京33番組、下京33番組）
- 1872年（明治5年） - 番組を区とする改正（上京33区、下京32区）
- 1879年（明治12年） - 区を組とする改正（上京区33組、下京区32組）※郡区町村編制法に基づく上京区・下京区の設置に伴うもの。
- 1892年（明治25年） - 区会条例に基づく学区制度の確立（上京区28学区、下京区32学区）。
  - 1918年（大正7年）4月1日に京都市に編入された区域については「大正7年2月22日京都市告示第89号」に基づく。

- 1929年（昭和4年） - 「昭和4年3月29日京都市告示第80号」に基づく。
  - 1931年（昭和6年）4月1日に京都市に編入された区域については「昭和6年3月31日京都市告示第57号」に基づく。

- 1940年（昭和15年） - 京都市公同組合連合会『公同沿革史』 (1943) に基づく。

備考
1941年（昭和16年）に置かれた町内会連合会について、現在の元学区と同名の町内会連合会が置かれたものには「●」の印を、名称が異なるものには「◆」の印を付した。
また、備考欄に掲げる元学区（学区）の新設等に関連する小学校の新設や改称について、特に注記のないものについては、京都市学校歴史博物館『京都市立小学校の変遷』 (2019)に基づく。ここでは、元学区（学区）の新設等に関連しない小学校の統廃合については原則として記載していない。

### 北区
北区は、ごく一部を除き、1918年（大正7年）以降に当時の京都市上京区に編入された区域により構成され、1955年（昭和30年）に上京区から分区して発足した。
学区（元学区）の掲載順は、1918年（大正7年）に設置された学区の番号順、以降編入された地域は編入の順とした。
| 名称   | 読みがな       | 住基 元学区 コード | 国勢 統計区 番号 | 名称の変遷 （第二次大戦まで） | 名称の変遷 （第二次大戦まで） | 名称の変遷 （第二次大戦まで） | 備考 | 備考                                                                                     |
| 名称   | 読みがな       | 住基 元学区 コード | 国勢 統計区 番号 | 編入前                        | 1918年 →1929年                | 1940年                        | 備考 | 備考                                                                                     |
| ------ | -------------- | ------------------ | ---------------- | ----------------------------- | ----------------------------- | ----------------------------- | ---- | ---------------------------------------------------------------------------------------- |
| 紫明   | しめい         | 23                 | 11               | (上賀茂村)                    | 上京第2学区 →室町学区         | 室町学区                      | ●    | 1930年に第二室町校として現在の紫明小創立。紫明学区は1918年の編入以前の上京区を含む。     |
| 元町   | もとまち       | 19                 | 10               | (上賀茂村)                    | 上京第2学区 →室町学区         | 室町学区                      | ●    | 1936年第三室町校として現在の元町小創立。                                                 |
| 出雲路 | いずもじ       | 24                 | 12               | (鞍馬口村)                    | 上京第32学区 →出雲路学区      | 出雲路学区                    | ●    | [ 北 4 ]                                                                                 |
| 待鳳   | たいほう       | 16                 | 1                | (大宮村)                      | 上京第33学区 →待鳳学区        | 待鳳学区 (待鳳北部)           | ●    |                                                                                          |
| 紫竹   | しちく         | 17                 | 2                | (大宮村)                      | 上京第33学区 →待鳳学区        | 待鳳学区 (待鳳北部)           | ●    | 1941年に紫竹小創立。                                                                     |
| 鳳徳   | ほうとく       | 18                 | 3                | (大宮村)                      | 上京第33学区 →待鳳学区        | 待鳳学区 (待鳳北部)           | ●    | 1931年第三待鳳校として創立。1941年に校名を鳳徳に改称                                     |
| 紫野   | むらさきの     | 22                 | 4                | (大宮村)                      | 上京第33学区 →待鳳学区        | 待鳳学区 (待鳳南部)           | ●    | 1925年第二待鳳校として現在の紫野小創立。                                                 |
| 柏野   | かしわの       | 21                 | 13               | (大宮村)                      | 上京第33学区 →待鳳学区        | 待鳳学区 (待鳳南部)           | ●    | 1939年第二待鳳校（現紫野校）から第四待鳳校が独立、1941年に校名を柏野に改称。             |
| 楽只   | らくし         | 20                 | 5                | (野口村)                      | 上京第34学区 →楽只学区        | 楽只学区                      | ●    |                                                                                          |
| 衣笠   | きぬがさ       | 14                 | 15               | (衣笠村)                      | 上京第35学区 →衣笠学区        | 衣笠学区                      | ●    |                                                                                          |
| 金閣   | きんかく       | 14                 | 16               | (衣笠村)                      | 上京第35学区 →衣笠学区        | 衣笠学区                      | －   | 1965年の第二衣笠校開校に伴い第二衣笠学区として設立。                                     |
| 大将軍 | たいしょうぐん | 15                 | 14               | (衣笠村)                      | 上京第35学区 →衣笠学区        | 衣笠学区                      | ●    | 1931年第二衣笠校が創立。1941年に校名を大将軍に改称。                                     |
| 上賀茂 | かみがも       | 11                 | 9                | (上賀茂村)                    | (上賀茂村)                    | 上賀茂学区                    | ●    |                                                                                          |
| 柊野   | ひらぎの       |                    | 8                | (上賀茂村)                    | (上賀茂村)                    | 上賀茂学区                    | －   | 1979年上賀茂小柊野分校（現柊野小）創立。翌1980年大宮学区の一部も加えて新しい学区が編成。 |
| 大宮   | おおみや       | 12,28              | 7                | (大宮村)                      | (大宮村)                      | 大宮学区                      | ●    |                                                                                          |
| 鷹峯   | たかがみね     | 13                 | 6                | (鷹峯村)                      | (鷹峯村)                      | 鷹峯学区                      | ●    |                                                                                          |
| 中川   | なかがわ       | 25                 | 17               | (中川村)                      | (中川村)                      | (中川村)                      |      |                                                                                          |
| 小野郷 | おのごう       | 26                 | 18               | (小野郷村)                    | (小野郷村)                    | (小野郷村)                    |      |                                                                                          |
| 雲ケ畑 | くもがはた     | 27                 | 19               | (雲ヶ畑村)                    | (雲ヶ畑村)                    | (雲ヶ畑村)                    |      |                                                                                          |

1. ↑  京安心すまいセンター『京都市 すまいの子育て環境検索サイト』[24]に掲げられる順は、待鳳・紫竹・鳳徳・紫野・楽只・鷹峯・大宮・柊野・上賀茂・元町・紫明・柏野・大将軍・衣笠・金閣・中川・小野郷・雲ケ畑（概ね国勢統計区番号の順）。北区役所『学区紹介（’98　自治100周年　リレー学区紹介）』[32]の掲載順は、上賀茂・大宮・鷹峯・衣笠・金閣・大将軍・待鳳・紫竹・鳳徳・元町・楽只・柏野・紫野・紫明・中川・小野郷・雲ケ畑・柊野・出雲路（概ね住基元学区コードの順）。
2. 1 2 3 4 5  1918年（大正7年）4月、愛宕郡上賀茂村の一部（大字小山の全部と大字上賀茂の一部）、大宮村の一部（概ね御土居北辺より南側）、鞍馬口村、野口村、衣笠村を上京区（当時）に編入。
3. ↑  現在の紫明学区の南端、鞍馬口通沿いの上清蔵口町、鞍馬口町、上善寺門前町、天寧寺門前町、新御霊口町、上御霊上江町、小山町、長乗東町、長乗西町は、近世から上京の町組に属していた。[34]
4. ↑  出雲路学区は、京安心すまいセンター『京都市 すまいの子育て環境検索サイト』[24]の「地図から学区を選択」のGoogleマップへのリンク先「北区学区案内」には地域として見えるが、「区ごとの学区地図を見る」のリンク先「北区 ｜ 京都市 すまいの子育て環境検索サイト」では、確認できない（いずれも、2023年9月2日閲覧）。なお、同学区の出雲路校は1943年（昭和18年）に閉校[36]。小学校通学区域は北側が上京区室町校、南側が京極校である。
5. 1 2 3  1931年（昭和6年）4月、愛宕郡上賀茂村、大宮村、鷹峯村、葛野郡衣笠村を上京区（当時）に編入。なお、上賀茂村、大宮村については、1889年（明治22年）に成立時の両村域の南側を、1918年（大正7年）に京都市上京区（当時に）に編入した残余部分。
6. 1 2  1948年（昭和23年）4月、愛宕郡中川村、小野郷村を上京区（当時）に編入。
7. ↑  1949年（昭和24年）4月、雲ヶ畑村を上京区（当時）に編入。

### 上京区
上京区の区域は、概ね1869年（明治2年）の第二次町組改正により上京の「番組」に編成された区域により構成される。上京の「番組」に編成された区域は、現在の上京区のほかに、中京区、左京区、北区に存在する。
番組小学校を由来とする小学校の跡地利用や、現在の通学区域については、下表ではなく「番組小学校#番組小学校と元学区、現在の校名等の対応」の記事を参照のこと。また、「番組」の変遷については、各番組を構成する公称町についての記事「京都市上京区の町名」にも記載がある。
| 名称 | 読みがな   | 住基 元学区 コード | 国勢 統計区 番号 | 名称の変遷 （第二次大戦まで） | 名称の変遷 （第二次大戦まで） | 名称の変遷 （第二次大戦まで） | 備考 | 備考                                                                     |
| 名称 | 読みがな   | 住基 元学区 コード | 国勢 統計区 番号 | 1869年                        | 1872年 →1879年                | 1892年 →1929年                | 備考 | 備考                                                                     |
| ---- | ---------- | ------------------ | ---------------- | ----------------------------- | ----------------------------- | ----------------------------- | ---- | ------------------------------------------------------------------------ |
| 成逸 | せいいつ   | 11                 | 9                | 上京2番組                     | 上京1区 →上京1組              | 上京第1学区 →成逸学区         | ●    |                                                                          |
| 室町 | むろまち   | 12                 | 10               | 上京6番組                     | 上京5区 →上京5組              | 上京第2学区 →室町学区         | ●    | 1918年に上賀茂村の一部を編入。後に室町学区から紫明学区、元町学区を設置。 |
| 室町 | むろまち   | 12                 | 10               | 上京7番組                     | 上京2区 →上京2組              | 上京第2学区 →室町学区         | ●    | 1918年に上賀茂村の一部を編入。後に室町学区から紫明学区、元町学区を設置。 |
| 室町 | むろまち   | 12                 | 10               | 上京13番組                    | 上京10区 →上京10組            | 上京第2学区 →室町学区         | ●    | 1918年に上賀茂村の一部を編入。後に室町学区から紫明学区、元町学区を設置。 |
| 乾隆 | けんりゅう | 13                 | 7                | 上京1番組                     | 上京3区 →上京3組              | 上京第3学区 →乾隆学区         | ●    |                                                                          |
| 西陣 | にしじん   | 14                 | 8                | 上京5番組                     | 上京4区 →上京4組              | 上京第4学区 →西陣学区         | ●    |                                                                          |
| 翔鸞 | しょうらん | 15                 | 17               | 上京3番組                     | 上京6区 →上京6組              | 上京第5学区 →翔鸞学区         | ●    |                                                                          |
| 嘉楽 | からく     | 16                 | 6                | 上京4番組                     | 上京7区 →上京7組              | 上京第6学区 →嘉楽学区         | ●    |                                                                          |
| 桃薗 | とうえん   | 17                 | 1                | 上京11番組                    | 上京8区 →上京8組              | 上京第7学区 →桃薗学区         | ●    |                                                                          |
| 小川 | おがわ     | 18                 | 2                | 上京12番組                    | 上京9区 →上京9組              | 上京第8学区 →小川学区         | ●    |                                                                          |
| 京極 | きょうごく | 19                 | 11               | 上京28番組                    | 上京11区 →上京11組            | 上京第9学区 →京極学区         | ●    | 小学校は創立時より共立                                                   |
| 京極 | きょうごく | 19                 | 11               | 上京29番組                    | 上京12区 →上京12組            | 上京第9学区 →京極学区         | ●    | 小学校は創立時より共立                                                   |
| 仁和 | にんな     | 20                 | 16               | 上京8番組                     | 上京13区 →上京13組            | 上京第10学区 →仁和学区        | ●    |                                                                          |
| 仁和 | にんな     | 20                 | 16               | 上京9番組                     | 上京14区 →上京14組            | 上京第10学区 →仁和学区        | ●    |                                                                          |
| 正親 | せいしん   | 21                 | 5                | 上京10番組                    | 上京15区 →上京15組            | 上京第11学区 →正親学区        | ●    |                                                                          |
| 聚楽 | じゅらく   | 22                 | 4                | 上京15番組                    | 上京16区 →上京16組            | 上京第12学区 →聚楽学区        | ●    |                                                                          |
| 中立 | ちゅうりつ | 23                 | 3                | 上京16番組                    | 上京17区 →上京17組            | 上京第13学区 →中立学区        | ●    |                                                                          |
| 出水 | でみず     | 24                 | 15               | 上京14番組                    | 上京18区 →上京18組            | 上京第14学区 →出水学区        | ●    |                                                                          |
| 待賢 | たいけん   | 25                 | 14               | 上京17番組                    | 上京19区 →上京19組            | 上京第15学区 →待賢学区        | ●    |                                                                          |
| 滋野 | しげの     | 26                 | 13               | 上京18番組                    | 上京20区 →上京20組            | 上京第16学区 →滋野学区        | ●    |                                                                          |
| 滋野 | しげの     | 26                 | 13               | 上京19番組                    | 上京21区 →上京21組            | 上京第16学区 →滋野学区        | ●    |                                                                          |
| 春日 | かすが     | 27                 | 12               | 上京30番組                    | 上京22区 →上京22組            | 上京第17学区 →春日学区        | ●    |                                                                          |

1. ↑  上京区では、1929年（昭和4年）の学校名による学区の名称変更以降、学区名に変更はない。
2. ↑  上京6番組にあった旧小学校は「木下校」[45]
3. ↑  上京7番組にあった旧小学校は「竹園校」[45]
4. ↑  上京13番組にあった旧小学校は「玄武校」[45]
5. ↑  上京8番組にあった旧小学校は「殷富校」[47]
6. ↑  上京9番組にあった旧小学校は「安嘉校」[47]

なお京都御苑は学区とは独立した地域として扱われることもあるが、住民基本台帳の学区別集計や国勢統計区では滋野学区（15番地以外）および京極学区（15番地）に属する。

### 左京区
左京区は、1926年（昭和4年）に上京区から分区して成立した。
同区は、南端の一部が1869年（明治2年）の第二次町組改正により上京の「番組」に編成された区域にあたる。（番組の変遷や各番組を構成する公称町については、「京都市左京区の町名」の記事にも記載がある。）
学区（元学区）の掲載順は、変遷をわかりやすく示すため住民基本台帳の元学区コード順を基にした。
| 名称       | 読みがな             | 住基 元学区 コード | 国勢 統計区 番号 | 名称の変遷 （第二次大戦まで）  | 名称の変遷 （第二次大戦まで） | 名称の変遷 （第二次大戦まで） | 備考                                             | 備考                                             |
| 名称       | 読みがな             | 住基 元学区 コード | 国勢 統計区 番号 | 1869年 →1872年 →1879年         | 1892年 →1929年                | 1940年                        | 備考                                             | 備考                                             |
| ---------- | -------------------- | ------------------ | ---------------- | ------------------------------ | ----------------------------- | ----------------------------- | ------------------------------------------------ | ------------------------------------------------ |
| 新洞       | しんとう             | 11                 | 18               | 上京33番組 →上京33区 →上京33組 | 上京第28学区 →新洞学区        | 新洞学区                      | ●                                                |                                                  |
| 川東       | かわひがし           | 12                 | 19               | 上京32番組 →上京32区 →上京32組 | 上京第27学区 →錦林学区        | 錦林学区 (錦林第六)           | ●                                                |                                                  |
| 聖護院     | しょうごいん         | 13                 | 20               | 上京34組                       | 上京第27学区 →錦林学区        | 錦林学区 (錦林第五)           | ●                                                |                                                  |
| 岡崎       | おかざき             | 14                 | 17               | 上京34組                       | 上京第27学区 →錦林学区        | 錦林学区 (錦林第三)           | ●                                                |                                                  |
| 錦林東山   | きんりんひがしやま   | 15                 | 16               | 上京34組                       | 上京第27学区 →錦林学区        | 錦林学区 (錦林第二)           | ◆                                                | ◆                                                |
| 吉田       | よしだ               | 16                 | 21               | 上京34組                       | 上京第27学区 →錦林学区        | 錦林学区 (錦林第四)           | ●                                                |                                                  |
| 浄楽       | じょうらく           | 17                 | 15               | 上京34組                       | 上京第27学区 →錦林学区        | 錦林学区 (錦林第一)           | ●                                                |                                                  |
| 北白川     | きたしらかわ         | 18                 | 14               | (白川村)                       | 上京第29学区 →北白川学区      | 北白川学区                    | ●                                                | 1918年に小学校名を北白川に改称。                 |
| 養正       | ようせい             | 19                 | 22               | (田中村)                       | 上京第30学区 →養正学区        | 養正学区                      | ●                                                | 1918年に小学校名を養正に改称。                   |
| 養徳       | ようとく             | 20                 | 23               | (田中村)                       | 上京第30学区 →養正学区        | 養正学区                      | ●                                                | 1941年に小学校名を養正第二から養徳に改称。       |
| 下鴨       | しもがも             | 21                 | 24               | (下鴨村)                       | 上京第31学区 →下鴨学区        | 下鴨学区                      | ●                                                |                                                  |
| 葵         | あおい               | 22                 | 25               | (下鴨村)                       | 上京第31学区 →下鴨学区        | 下鴨学区                      | ●                                                | 1941年に小学校名を下鴨第二から葵に改称。         |
| 修学院     | しゅうがくいん       | 23 - 26            | 12               | (修学院村)                     | (修学院村)                    | 修学院学区                    | ●                                                |                                                  |
| 修学院第二 | しゅうがくいんだいに | 23 - 26            | 13               | (修学院村)                     | (修学院村)                    | 修学院学区                    | －                                               | 1959年修学院第二小創立。                         |
| 上高野     | かみたかの           | 23 - 26            | 11               | (修学院村)                     | (修学院村)                    | 修学院学区                    | －                                               | 1976年上高野小創立。                             |
| 松ヶ崎     | まつがさき           | 27                 | 26               | (松ヶ崎村)                     | (松ヶ崎村)                    | 松ヶ崎学区                    | ●                                                |                                                  |
| 岩倉北     | いわくら             | 28                 | 1                | (岩倉村)                       | (岩倉村)                      | (岩倉村)                      | 1975年岩倉北小創立                               | 1975年岩倉北小創立                               |
| 岩倉明徳   | いわくらめいとく     | 28                 | 2                | (岩倉村)                       | (岩倉村)                      | (岩倉村)                      | 学校名は明徳小学校                               | 学校名は明徳小学校                               |
| 岩倉南     | いわくらみなみ       | 28                 | 3                | (岩倉村)                       | (岩倉村)                      | (岩倉村)                      | 1985年岩倉南小創立                               | 1985年岩倉南小創立                               |
| 八瀬       | やせ                 | 29                 | 10               | (八瀬村)                       | (八瀬村)                      | (八瀬村)                      |                                                  |                                                  |
| 大原       | おおはら             | 30                 | 9                | (大原村)                       | (大原村)                      | (大原村)                      |                                                  |                                                  |
| 静原       | しずはら             | 31                 | 4                | (静市野村)                     | (静市野村)                    | (静市野村)                    | 編入後の1951年に静市野小が市原野小、静原小に分立 | 編入後の1951年に静市野小が市原野小、静原小に分立 |
| 市原野     | いちはらの           | 31                 | 4                | (静市野村)                     | (静市野村)                    | (静市野村)                    | 編入後の1951年に静市野小が市原野小、静原小に分立 | 編入後の1951年に静市野小が市原野小、静原小に分立 |
| 鞍馬       | くらま               | 32                 | 5                | (鞍馬村)                       | (鞍馬村)                      | (鞍馬村)                      |                                                  |                                                  |
| 花脊       | はなせ               | 33                 | 6                | (花脊村)                       | (花脊村)                      | (花脊村)                      |                                                  |                                                  |
| 別所       | べっしょ             | 33                 | 6                | (花脊村)                       | (花脊村)                      | (花脊村)                      |                                                  |                                                  |
| 広河原     | ひろがわら           | 34                 | 8                | (京北町大字広河原)             | (京北町大字広河原)            | (京北町大字広河原)            |                                                  |                                                  |
| 久多       | くた                 | 35                 | 7                | (久多村)                       | (久多村)                      | (久多村)                      |                                                  |                                                  |

1. ↑  『左京区七十年のあゆみ』[49]の掲載順は、川東・吉田・岡崎・聖護院・錦林東山・浄楽・新洞・北白川・養正・養徳・下鴨・葵・修学院・修学院第二・上高野・松ヶ崎・岩倉北・岩倉明徳・岩倉南・八瀬・大原・静原・市原野・鞍馬・花脊・別所・広河原・久多（概ね住基元学区コードの順であるが、新洞学区の順序が以前の錦林学区の後になっている。）。
2. ↑  連合公同組合と地域の対応については、市民風景社『京都市公同組長・衛生組長名鑑』1933年、46-48頁。doi:10.11501/1267640。に基づく。
3. ↑  1888年（明治21年）6月に岡崎・聖護院・吉田・浄土寺・南禅寺・鹿ヶ谷・粟田口村を上京区に編入し、上京第34組とした[13]。
4. ↑  町内会連合会名は東山[31]
5. 1 2 3  1918年（大正7年）4月1日、愛宕郡白川村、田中村、下鴨村、鞍馬口村、野口村、衣笠村の全部と上賀茂村、大宮村の一部を上京区（当時）に編入。
6. ↑  左京区第12国勢統計区の名称は修学院第一。
7. 1 2  1931年（昭和6年）4月1日、愛宕郡修学院村、松ヶ崎村を左京区に編入。
8. 1 2 3 4 5 6 7  1949年（昭和24年）4月1日、愛宕郡岩倉村、八瀬村、大原村、静市野村、鞍馬村、花脊村、久多村を左京区に編入。
9. ↑  左京区第2国勢統計区の名称は小学校名と同じ明徳。また、平成27年国勢調査までの国勢統計区は、岩倉北・岩倉南と合わせた区域で、名称は岩倉であった。
10. ↑  左京区第4国勢統計区の名称は静市（しずいち）
11. ↑  1957年（昭和32年）に北桑田郡京北町の一部（大字広河原）を左京区に編入。大字広河原は1955年（昭和30年）までは黒田村（合併により京北町）に位置した。

### 中京区
中京区は、1929年（昭和4年）に、旧上京区の南部（上京第18 - 26学区）と旧下京区の北部（下京第1 - 6学区と下京第34学区）により設置された。
番組小学校を由来とする小学校の跡地利用や、現在の通学区域については、下表ではなく「番組小学校#番組小学校と元学区、現在の校名等の対応」の記事を参照のこと。また、「番組」の変遷については、各番組を構成する公称町についての記事「京都市中京区の町名」にも記載がある。
| 名称     | 読みがな       | 住基 元学区 コード | 国勢 統計区 番号 | 名称の変遷 （第二次大戦まで） | 名称の変遷 （第二次大戦まで） | 名称の変遷 （第二次大戦まで） | 備考 | 備考                 |
| 名称     | 読みがな       | 住基 元学区 コード | 国勢 統計区 番号 | 1869年                        | 1872年 →1879年                | 1892年 →1929年                | 備考 | 備考                 |
| -------- | -------------- | ------------------ | ---------------- | ----------------------------- | ----------------------------- | ----------------------------- | ---- | -------------------- |
| 梅屋     | うめや         | 11                 | 15               | 上京20番組                    | 上京23区 →上京23組            | 上京第18学区 →梅屋学区        | ●    |                      |
| 竹間     | ちっかん       | 12                 | 16               | 上京21番組                    | 上京24区 →上京24組            | 上京第19学区 →竹間学区        | ●    |                      |
| 富有     | ふゆう         | 13                 | 17               | 上京22番組                    | 上京25区 →上京25組            | 上京第20学区 →富有学区        | ●    |                      |
| 教業     | きょうぎょう   | 14                 | 1                | 上京23番組                    | 上京26区 →上京26組            | 上京第21学区 →教業学区        | ●    |                      |
| 城巽     | じょうそん     | 15                 | 2                | 上京24番組                    | 上京27区 →上京27組            | 上京第22学区 →城巽学区        | ●    |                      |
| 龍池     | たついけ       | 16                 | 3                | 上京25番組                    | 上京28区 →上京28組            | 上京第23学区 →龍池学区        | ●    |                      |
| 初音     | はつね         | 17                 | 18               | 上京26番組                    | 上京29区 →上京29組            | 上京第24学区 →初音学区        | ●    |                      |
| 柳池     | りゅうち       | 18                 | 19               | 上京27番組                    | 上京30区 →上京30組            | 上京第25学区 →柳池学区        | ●    |                      |
| 銅駝     | どうだ         | 19                 | 20               | 上京31番組                    | 上京31区 →上京31組            | 上京第26学区 →銅駝学区        | ●    |                      |
| 乾       | いぬい         | 20                 | 6                | 下京1番組                     | 下京1区 →下京1組              | 下京第1学区 →乾学区           | ●    |                      |
| 本能     | ほんのう       | 21                 | 5                | 下京2番組                     | 下京2区 →下京2組              | 下京第2学区 →本能学区         | ●    |                      |
| 明倫     | めいりん       | 22                 | 4                | 下京3番組                     | 下京3区 →下京3組              | 下京第3学区 →明倫学区         | ●    |                      |
| 日彰     | にっしょう     | 23                 | 23               | 下京4番組                     | 下京4区 →下京4組              | 下京第4学区 →日彰学区         | ●    |                      |
| 生祥     | せいしょう     | 24                 | 22               | 下京5番組                     | 下京5区 →下京5組              | 下京第5学区 →生祥学区         | ●    |                      |
| 立誠     | りっせい       | 25                 | 21               | 下京6番組                     | 下京6区 →下京6組              | 下京第6学区 →立誠学区         | ●    |                      |
| 朱雀第一 | すざくだいいち | 26                 | 7                | (朱雀野村・西院村)            | (朱雀野村・西院村)            | 下京第34学区 →朱雀学区        | ●    | 1904年朱雀第一校創立 |
| 朱雀第二 | すざくだいに   | 27                 | 13               | (朱雀野村・西院村)            | (朱雀野村・西院村)            | 下京第34学区 →朱雀学区        | ●    | 1912年朱雀第二校創立 |
| 朱雀第三 | すざくだいさん | 28                 | 8                | (朱雀野村・西院村)            | (朱雀野村・西院村)            | 下京第34学区 →朱雀学区        | ●    | 1921年朱雀第三校創立 |
| 朱雀第四 | すざくだいよん | 29                 | 11               | (朱雀野村・西院村)            | (朱雀野村・西院村)            | 下京第34学区 →朱雀学区        | ●    | 1929年朱雀第四校創立 |
| 朱雀第五 | すざくだいご   | 30                 | 10               | (朱雀野村・西院村)            | (朱雀野村・西院村)            | 下京第34学区 →朱雀学区        | ●    | 1930年朱雀第五校創立 |
| 朱雀第六 | すざくだいろく | 31                 | 14               | (朱雀野村・西院村)            | (朱雀野村・西院村)            | 下京第34学区 →朱雀学区        | ●    | 1932年朱雀第六校創立 |
| 朱雀第七 | すざくだいしち | 32                 | 9                | (朱雀野村・西院村)            | (朱雀野村・西院村)            | 下京第34学区 →朱雀学区        | ●    | 1933年朱雀第七校創立 |
| 朱雀第八 | すざくだいはち | 33                 | 12               | (朱雀野村・西院村)            | (朱雀野村・西院村)            | 下京第34学区 →朱雀学区        | ●    | 1937年朱雀第八校創立 |

1. ↑  龍池小学校については、1995年（平成7年）閉校となり、敷地・建物は京都国際マンガミュージアムに、明倫小学校については、1995年（平成7年）閉校となり、敷地・建物は京都芸術センターに改装されたことなど。
2. ↑  国勢統計区での「朱雀」の読みは「しゅじゃく」とされる[52]。
3. ↑  1918年（大正7年）4月1日、葛野郡朱雀野村の全部、西院村大字西院の一部（字大藪、字淵田、字土居ノ内、字樋際、字東高田の全部）を下京区（当時）に編入[53]。
4. ↑  創設時の校名は「朱雀野」
5. ↑  創設時の校名は「朱雀野第二」
6. ↑  創設時の校名は「松原」

### 東山区
東山区は、1929年（昭和4年）に、旧下京区の東部（鴨川以東）を分区することにより設置された。一部の地域を除き、1889年（明治22年）の発足時から京都市であった。（その後1931年（昭和6年）に東山区に編入した旧宇治郡山科町域は、1976年（昭和51年）に山科区に分区された。）
番組小学校を由来とする小学校の跡地利用や、現在の通学区域については、下表ではなく「番組小学校#番組小学校と元学区、現在の校名等の対応」の記事を参照のこと。また、「番組」の変遷については、各番組を構成する公称町についての記事「京都市東山区の町名」にも記載がある。
学区（元学区）の掲載順は、住民基本台帳の元学区コード順を基にしつつ、区域の変遷を表で示すため、今熊野学区の場所を入れ替えた。
| 名称   | 読みがな   | 住基 元学区 コード | 国勢 統計区 番号 | 名称の変遷 （第二次大戦まで） | 名称の変遷 （第二次大戦まで） | 名称の変遷 （第二次大戦まで） | 備考 | 備考                                                             |
| 名称   | 読みがな   | 住基 元学区 コード | 国勢 統計区 番号 | 1869年                        | 1872年 →1879年                | 1892年 →1929年                | 備考 | 備考                                                             |
| ------ | ---------- | ------------------ | ---------------- | ----------------------------- | ----------------------------- | ----------------------------- | ---- | ---------------------------------------------------------------- |
| 有済   | ゆうさい   | 11                 | 10               | 下京24番組                    | 下京7区 →下京7組              | 下京第7学区 →有済学区         | ●    |                                                                  |
| 粟田   | あわた     | 12                 | 11               | 下京25番組                    | 下京8区 →下京8組              | 下京第8学区 →粟田学区         | ●    | 1930年錦林学区の一部を編入                                       |
| 弥栄   | やさか     | 13                 | 9                | 下京33番組                    | 下京15区 →下京15組            | 下京第15学区 →弥栄学区        | ●    |                                                                  |
| 新道   | しんみち   | 14                 | 8                | 下京26番組                    | 下京20区 →下京20組            | 下京第20学区 →新道学区        | ●    |                                                                  |
| 六原   | ろくはら   | 15                 | 2                | 下京28番組                    | 下京21区 →下京21組            | 下京第21学区 →六原学区        | ●    |                                                                  |
| 清水   | きよみず   | 16                 | 3                | 下京27番組                    | 下京22区 →下京22組            | 下京第22学区 →安井学区        | ●    | 1933年小学校名を安井から清水に改称                               |
| 貞教   | ていきょう | 17                 | 7                | 下京29番組                    | 下京27区 →下京27組            | 下京第27学区 →貞教学区        | ●    |                                                                  |
| 修道   | しゅうどう | 18                 | 1                | 下京30番組                    | 下京28区 →下京28組            | 下京第28学区 →修道学区        | ●    |                                                                  |
| 修道   | しゅうどう | 18                 | 1                | (清閑寺村)                    | 下京33組                      | 下京第28学区 →修道学区        | ●    |                                                                  |
| 今熊野 | いまぐまの | 21                 | 4                | (今熊野村)                    | 下京33組                      | 下京第31学区 →一橋学区        | ●    | 1941年小学校名を一橋第三から今熊野に改称                         |
| 一橋   | いっきょう | 19                 | 6                | 下京31番組                    | 下京31区 →下京31組            | 下京第31学区 →一橋学区        | ●    | 1929年下京第32学区の一部を編入                                   |
| 月輪   | つきのわ   | 20                 | 5                | 下京31番組                    | 下京31区 →下京31組            | 下京第31学区 →一橋学区        | ●    | 1918年深草村の一部を編入。1941年小学校名を一橋第二から月輪に改称 |

1. ↑  『東山区80周年記念誌』[55]の掲載順は、有済・粟田・弥栄・新道・六原・清水・貞教・修道・一橋・月輪・今熊野（住基元学区コードの順になっている。）。
2. ↑  1930年（昭和5年）1月1日、左京区の粟田口華頂町、粟田口鍛冶町、粟田口三条坊町、粟田口字高台寺山、粟田口字華頂山、粟田口字長楽寺山、粟田口字粟田口山、粟田口旧字粟田口山北、粟田口字東大谷山を東山区に編入[57]（旧粟田口村の三条通以南[58]）。
3. ↑  昭和8年（1933年）に安井学区の小学校名が安井から清水に改称[59]されたが、校名の改称により学区名が改称されたわけではなく学区の廃止まで名称は安井学区であった。現在の元学区の名称は学区・公同組合廃止後に国民学校の通学区域・名称により設置された町内会連合会の名称清水[60]に基づくものである。
4. 1 2  1888年（明治21年）愛宕郡今熊野村と清閑寺村を京都市に編入、新たに下京第33組を編成[13]。（『角川日本地名大辞典 26 京都府』上巻 (1982), p. 838, 「清閑寺」では、清閑寺村が「下京28組に所属」とあるが誤りである。）なお、下京第33組の旧今熊野村域は下京第31学区（のちの一橋学区）、旧清閑寺村域は下京第28学区（のちの修道学区）に属した。
5. ↑  戦前の一橋学区には、一橋第二校、一橋第三校が創立されたが、学区の廃止まで一橋学区の区域に変更はなかった。昭和16年（1941年）に、一橋校と、校名を改称した月輪校と今熊野校のそれぞれの通学区域に別個に置かれた町内会連合会[60]が、現在の地域自治の単位としての「元学区」である一橋学区、月輪学区、今熊野学区の基になっている。この元学区の区域（3校の通学区域）については、旧今熊野村域が一橋学区にも含まれるなど、旧村・番組の区域からいくつかの町の異同をもって編成されている。
6. ↑  1929年（昭和4年）下京第32学区（崇仁学区）の一部（柳原野本町、柳原宮ノ内町）を東山区の一橋学区に編入[61]。1933年（昭和8年）5月1日に柳原野本町、柳原宮ノ内町を、一橋野本町、一橋宮ノ内町に改称[62]。
7. ↑  1918年（大正7年）紀伊郡深草村（のちに深草町）の一部を京都市下京区（下京第31学区）に編入（現在の福稲を冠する各町）[63]

### 山科区
山科区には、小学校の通学区域単位で13学区（元学区）が設定されている。現在の山科区にあたる区域は、もと宇治郡山科町であり、1931年（昭和6年）に京都市に編入され、山階学区と勧修学区が置かれた。
| 名称   | 読みがな       | 住基 元学区 コード | 国勢 統計区 番号 | 名称の変遷 （第二次大戦まで） | 名称の変遷 （第二次大戦まで） | 備考 | 備考               |
| 名称   | 読みがな       | 住基 元学区 コード | 国勢 統計区 番号 | 編入前                        | 1940年                        | 備考 | 備考               |
| ------ | -------------- | ------------------ | ---------------- | ----------------------------- | ----------------------------- | ---- | ------------------ |
| 山階   | さんかい       | 11                 | 5                | (山科町)                      | 山階学区                      | ●    |                    |
| 安朱   | あんしゅ       | 11                 | 13               | (山科町)                      | 山階学区                      | －   | 1969年安朱小創立   |
| 山階南 | さんかいみなみ | 11                 | 2                | (山科町)                      | 山階学区                      | －   | 1973年山階南小創立 |
| 西野   | にしの         | 11                 | 4                | (山科町)                      | 山階学区                      | －   | 1981年西野小創立   |
| 鏡山   | かがみやま     | 12                 | 3                | (山科町)                      | 山階学区                      | ●    | 1931年鏡山小創立   |
| 陵ケ岡 | りょうがおか   | 12                 | 12               | (山科町)                      | 山階学区                      | －   | 1971年陵ヶ岡小創立 |
| 音羽   | おとわ         | 13                 | 7                | (山科町)                      | 山階学区                      | ●    | 1939年音羽小創立   |
| 大塚   | おおつか       | 13                 | 8                | (山科町)                      | 山階学区                      | －   | 1975年大塚小創立   |
| 音羽川 | おとわがわ     | 13                 | 6                | (山科町)                      | 山階学区                      | －   | 1980年音羽川小創立 |
| 勧修   | かんしゅう     | 14,15              | 1                | (山科町)                      | 勧修学区                      | ●    |                    |
| 大宅   | おおやけ       | 14,15              | 9                | (山科町)                      | 勧修学区                      | －   | 1971年大宅小創立   |
| 百々   | どど           | 14,15              | 11               | (山科町)                      | 勧修学区                      | －   | 1974年百々小創立   |
| 小野   | おの           | 14,15              | 10               | (山科町)                      | 勧修学区                      | －   | 1979年小野小創立   |

1. ↑  1931年（昭和6年）宇治郡山科町を京都市東山区（当時）に編入。

### 下京区
下京区の区域は、概ね1869年（明治2年）の第二次町組改正により下京の「番組」に編成された区域と、その後1918年（大正7年）までに京都市に編入された区域により構成される。下京の「番組」に編成された区域は、現在の下京区のほかに、中京区、東山区、南区に存在する。
1955年（昭和30年）9月1日に下京区から国鉄東海道本線以南を南区として分区したため、もともと同一の元学区であった区域が南区にある学区がある。
番組小学校を由来とする小学校の跡地利用や、現在の通学区域については、下表ではなく「番組小学校#番組小学校と元学区、現在の校名等の対応」の記事を参照のこと。また、「番組」の変遷については、各番組を構成する公称町についての記事「京都市下京区の町名」にも記載がある。
| 名称     | 読みがな           | 住基 元学区 コード | 国勢 統計区 番号 | 名称の変遷 （第二次大戦まで） | 名称の変遷 （第二次大戦まで） | 名称の変遷 （第二次大戦まで） | 備考 | 備考                                               |
| 名称     | 読みがな           | 住基 元学区 コード | 国勢 統計区 番号 | 1869年                        | 1872年 →1879年                | 1892年 →1929年                | 備考 | 備考                                               |
| -------- | ------------------ | ------------------ | ---------------- | ----------------------------- | ----------------------------- | ----------------------------- | ---- | -------------------------------------------------- |
| 郁文     | いくぶん           | 11                 | 14               | 下京7番組                     | 下京9区 →下京9組              | 下京第9学区 →郁文学区         | ●    |                                                    |
| 格致     | かくち             | 12                 | 15               | 下京8番組                     | 下京10区 →下京10組            | 下京第10学区 →格致学区        | ●    |                                                    |
| 成徳     | せいとく           | 13                 | 16               | 下京9番組                     | 下京11区 →下京11組            | 下京第11学区 →成徳学区        | ●    |                                                    |
| 豊園     | ほうえん           | 14                 | 17               | 下京10番組                    | 下京12区 →下京12組            | 下京第12学区 →豊園学区        | ●    |                                                    |
| 開智     | かいち             | 15                 | 18               | 下京11番組                    | 下京13区 →下京13組            | 下京第13学区 →開智学区        | ●    |                                                    |
| 永松     | ながまつ           | 16                 | 19               | 下京12番組                    | 下京14区 →下京14組            | 下京第14学区 →永松学区        | ●    |                                                    |
| 淳風     | じゅんぷう         | 17                 | 12               | 下京22番組                    | 下京16区 →下京16組            | 下京第16学区 →淳風学区        | ●    | 小学校は創立時より共立                             |
| 淳風     | じゅんぷう         | 17                 | 12               | 下京32番組                    | 下京16区 →下京16組            | 下京第16学区 →淳風学区        | ●    | 小学校は創立時より共立                             |
| 醒泉     | せいせん           | 18                 | 13               | 下京13番組                    | 下京17区 →下京17組            | 下京第17学区 →醒泉学区        | ●    |                                                    |
| 修徳     | しゅうとく         | 19                 | 1                | 下京14番組                    | 下京18区 →下京18組            | 下京第18学区 →修徳学区        | ●    |                                                    |
| 有隣     | ゆうりん           | 20                 | 20               | 下京15番組                    | 下京19区 →下京19組            | 下京第19学区 →有隣学区        | ●    |                                                    |
| 植柳     | しょくりゅう       | 21                 | 3                | 下京19番組                    | 下京23区 →下京23組            | 下京第23学区 →植柳学区        | ●    |                                                    |
| 尚徳     | しょうとく         | 22                 | 2                | 下京16番組                    | 下京24区 →下京24組            | 下京第24学区 →尚徳学区        | ●    |                                                    |
| 稚松     | わかまつ           | 23                 | 21               | 下京17番組                    | 下京25区 →下京25組            | 下京第25学区 →稚松学区        | ●    |                                                    |
| 菊浜     | きくはま           | 24                 | 22               | 下京18番組                    | 下京26区 →下京26組            | 下京第26学区 →菊浜学区        | ●    |                                                    |
| 安寧     | あんねい           | 25                 | 5                | 下京21番組                    | 下京29区 →下京29組            | 下京第29学区 →安寧学区        | ●    |                                                    |
| 皆山     | かいざん           | 26                 | 4                | 下京20番組                    | 下京30区 →下京30組            | 下京第30学区 →皆山学区        | ●    | 1879年東塩小路村の一部、1902年大内村の一部を編入。 |
| 梅逕     | ばいけい           | 27                 | 6                | 下京23番組                    | 下京32区 →下京32組            | 下京第32学区 →梅逕学区        | ●    |                                                    |
| 大内     | おおうち           | 28                 | 7                | (大内村)                      | (大内村)                      | 下京第35学区 →大内学区        | ●    |                                                    |
| 光徳     | こうとく           | 29                 | 11               | (大内村)                      | (大内村)                      | 下京第35学区 →大内学区        | ●    |                                                    |
| 七条     | しちじょう         | 30                 | 8                | (七条村)                      | (七条村)                      | 下京第36学区 →七条学区        | ●    |                                                    |
| 七条第三 | しちじょうだいさん | 31                 | 10               | (七条村)                      | (七条村)                      | 下京第36学区 →七条学区        | ●    | 1937年七条第三校創立                               |
| 西大路   | にしおおじ         | 33                 | 9                | (七条村)                      | (七条村)                      | 下京第36学区 →七条学区        | －   | 1967年西大路小創立                                 |
| 崇仁     | すうじん           | 32                 | 23               | (柳原町)                      | (柳原町)                      | 下京第38学区 →崇仁学区        | ●    |                                                    |

1. ↑  1879年（明治12年）東塩小路村（のちに合併して大内村）の一部を下京30区（当時）に編入（現在の東塩小路町）。また、1902年（明治35年）に大内村大字東塩小路を下京区（下京第30学区）に編入。[66][67][68]。
2. 1 2 3  もと下京第32学区（梅逕学区）、下京第35学区（大内学区）、下京第36学区（七条学区）であった区域は南区にも含まれる。
3. 1 2 3  1918年（大正7年）4月1日、葛野郡大内村、七条村、紀伊郡柳原町を下京区（当時）に編入。

### 南区
南区の区域は、1955年（昭和30年）9月1日に当時の下京区から概ね国鉄を境に南側を分区して成立した。そのため、もともと同一の元学区であった区域が下京区にある学区がある。
| 名称   | 読みがな       | 住基 元学区 コード | 国勢 統計区 番号 | 名称の変遷 （第二次大戦まで）  | 名称の変遷 （第二次大戦まで） | 名称の変遷 （第二次大戦まで） | 備考 | 備考                                       |
| 名称   | 読みがな       | 住基 元学区 コード | 国勢 統計区 番号 | 1869年 →1872年 →1879年         | 1892年 →1929年                | 1940年                        | 備考 | 備考                                       |
| ------ | -------------- | ------------------ | ---------------- | ------------------------------ | ----------------------------- | ----------------------------- | ---- | ------------------------------------------ |
| 梅逕   | ばいけい       | 11                 | 3                | 下京23番組 →下京32区 →下京32組 | 下京第32学区 →梅逕学区        | 梅逕学区                      | ●    | [ 南 2 ]                                   |
| 東梅逕 | ひがしばいけい | 11                 | 4                | 下京23番組 →下京32区 →下京32組 | 下京第32学区 →梅逕学区        | 梅逕学区                      | －   | [ 南 3 ]                                   |
| 九条   | くじょう       | 12                 | 5                | (大内村、 大内村・上鳥羽村)    | 下京第33学区 →九条学区        | 九条学区                      | ●    |                                            |
| 弘道   | こうどう       | 13                 | 6                | (大内村、 大内村・上鳥羽村)    | 下京第33学区 →九条学区        | 九条学区                      | ◆    | ◆                                          |
| 塔南   | とうなん       | 14                 | 1                | (大内村、 大内村・上鳥羽村)    | 下京第33学区 →九条学区        | 九条学区                      | ◆    | ◆                                          |
| 南大内 | みなみおおうち | 15                 | 2                | (大内村、 大内村・上鳥羽村)    | 下京第35学区 →大内学区        | 大内学区                      | ●    | 1941年に小学校名を大内第三から南大内に改称 |
| 唐橋   | からはし       | 16                 | 15               | (七条村)                       | 下京第36学区 →七条学区        | 七条学区                      | ◆    | ◆                                          |
| 陶化   | とうか         | 17                 | 8                | (東九条村)                     | 下京第37学区 →陶化学区        | 陶化学区                      | ●    |                                            |
| 東和   | とうわ         | 18                 | 9                | (東九条村)                     | 下京第37学区 →陶化学区        | 陶化学区                      | ●    | 1941年に小学校名を陶化第二から東和に改称   |
| 山王   | さんのう       | 19                 | 7                | (東九条村)                     | 下京第37学区 →陶化学区        | 陶化学区                      | ●    | 1941年に小学校名を陶化第三から山王に改称   |
| 吉祥院 | きっしょういん | 20,23              | 13               | (吉祥院村)                     | (吉祥院村)                    | 吉祥院学区                    | ●    |                                            |
| 祥豊   | しょうほう     | 20,23              | 14               | (吉祥院村)                     | (吉祥院村)                    | 吉祥院学区                    | －   | 1976年祥豊小創立                           |
| 祥栄   | しょうえい     | 20,23              | 12               | (吉祥院村)                     | (吉祥院村)                    | 吉祥院学区                    | －   | 1981年祥栄小創立                           |
| 上鳥羽 | かみとば       | 21                 | 10               | (上鳥羽村)                     | (上鳥羽村)                    | 上鳥羽学区                    | ●    |                                            |
| 久世   | くぜ           | 22                 | 11               | (久世村)                       | (久世村)                      | (久世村)                      |      |                                            |

1. 1 2 3  もと下京第32学区（梅逕学区）、下京第35学区（大内学区）、下京第36学区（七条学区）であった区域は下京区にもある。
2. ↑  梅逕学区（南区）を構成する公称町は、東寺町、八条町、九条町。
3. ↑  東梅逕学区を構成する公称町は、古御旅町、塩屋町、大黒町、東寺東門前町、西九条小寺町。
4. ↑  1902年（明治35年）に大内村大字西九条を下京区（当時）に編入（下京第33学区）[69]。
5. 1 2 3  1918年（大正7年）4月1日、葛野郡大内村、七条村の全部、紀伊郡東九条村の一部（字上殿田、字中殿田、字下殿田、字山王、字岩ヶ下、字北河原、字釜ヶ淵、字御霊、字烏丸、字明言田、字宇賀辻、字宇賀辺、字石田、字柳ノ下、字西山田、字河辺、字松田、字松ノ下の全部）、上鳥羽村の一部（字南田、字大君、字豆田の全部、字唐戸、字高畠、字管田の一部）を下京区（当時）に編入。東九条村の残余分は上鳥羽村に編入[53]。
6. ↑  南区第13国勢統計区の名称は九条弘道（くじょうこうどう）
7. ↑  町内会連合会名は九条弘道[31] 。1941年に小学校名を九条第二から九条弘道に改称
8. ↑  南区第14国勢統計区の名称は九条塔南（くじょうとうなん）
9. ↑  町内会連合会名は九条塔南[31] 。1941年に小学校名を九条第三から九条塔南に改称
10. ↑  町内会連合会名は七条第二[31] 。1955年に小学校名を七条第二から唐橋に改称。
11. 1 2  1931年（昭和6年）4月1日、紀伊郡吉祥院村、上鳥羽村を下京区（当時）に編入。
12. ↑  1959年（昭和34年）11月1日、乙訓郡久世村を南区に編入[70]。

### 右京区
右京区は、1931年（昭和6年）に京都市に編入された葛野郡の旧町村により成立した。その後、1976年（昭和51年）に右京区から西京区が分区され、2005年（平成17年）には、旧北桑田郡京北町を京都市右京区に編入した。
| 名称     | 読みがな         | 住基 元学区 コード            | 国勢 統計区 番号              | 名称の変遷 （第二次大戦まで） | 名称の変遷 （第二次大戦まで） | 備考                          | 備考                                       |
| 名称     | 読みがな         | 住基 元学区 コード            | 国勢 統計区 番号              | 編入前                        | 1940年                        | 備考                          | 備考                                       |
| -------- | ---------------- | ----------------------------- | ----------------------------- | ----------------------------- | ----------------------------- | ----------------------------- | ------------------------------------------ |
| 太秦     | うずまさ         | 11                            | 1                             | (太秦村)                      | 太秦学区                      | ●                             |                                            |
| 南太秦   | みなみうずまさ   | 11                            | 2                             | (太秦村)                      | 太秦学区                      | －                            | 1974年南太秦小創立                         |
| 常磐野   | ときわの         | 11                            | 4                             | (太秦村)                      | 太秦学区                      | －                            | 1971年常磐野小創立                         |
| 嵯峨野   | さがの           | 13                            | 3                             | (太秦村)                      | 太秦学区                      | ●                             | 1941年嵯峨野小創立                         |
| 安井     | やすい           | 12                            | 6                             | (太秦村)                      | 太秦学区                      | ●                             | 1941年小学校名を太秦第二から安井に改称     |
| 嵯峨     | さが             | 22,23                         | 17                            | (嵯峨町)                      | 嵯峨学区                      | ●                             |                                            |
| 広沢     | ひろさわ         | 22,23                         | 16                            | (嵯峨町)                      | 嵯峨学区                      | －                            | 1974年広沢小創立                           |
| 嵐山     | あらしやま       | 22,23                         | 15                            | (嵯峨町)                      | 嵯峨学区                      | －                            | 1964年嵐山小創立                           |
| 水尾     | みずお           | 24                            | 18                            | (嵯峨町)                      | 嵯峨学区                      | －                            |                                            |
| 宕陰     | とういん         | 25                            | 19                            | (嵯峨町)                      | 嵯峨学区                      | －                            |                                            |
| 花園     | はなぞの         | 26                            | 5                             | (花園村)                      | 花園学区                      | ●                             | 1958年花園小創立                           |
| 御室     | おむろ           | 27                            | 22                            | (花園村)                      | 花園学区                      | －                            |                                            |
| 宇多野   | うたの           | 27                            | 21                            | (花園村)                      | 花園学区                      | －                            | 1973年宇多野小創立                         |
| 高雄     | たかお           | 28                            | 20                            | (梅ケ畑村)                    | 高雄学区                      | ●                             |                                            |
| 京北     | けいほく         | （下記「#旧京北町域」参照。） | （下記「#旧京北町域」参照。） | （下記「#旧京北町域」参照。） | （下記「#旧京北町域」参照。） | （下記「#旧京北町域」参照。） | （下記「#旧京北町域」参照。）              |
| 山ノ内   | やまのうち       | 14                            | 7                             | (西院村)                      | 西院学区                      | ●                             | 1941年小学校名を淳和第二から山ノ内に改称   |
| 西院第一 | さいいんだいいち | 15                            | 8                             | (西院村)                      | 西院学区                      | ●                             | 1941年小学校名を淳和から西院に改称         |
| 西院第二 | さいいんだいに   | 16                            | 9                             | (西院村)                      | 西院学区                      | ●                             | 1941年小学校名を淳和第三から西院第二に改称 |
| 梅津     | うめづ           | 21                            | 13                            | (梅津村)                      | 梅津学区                      | ●                             |                                            |
| 北梅津   | きたうめづ       | 21                            | 14                            | (梅津村)                      | 梅津学区                      | －                            | 1974年梅津北小創立                         |
| 西京極   | にしきょうごく   | 17                            | 10, 11                        | (京極村)                      | 西京極学区                    | ●                             |                                            |
| 葛野     | かどの           | 18                            | 12                            | (京極村)                      | 西京極学区                    | －                            | 1971年葛野小創立                           |

1. 1 2 3 4 5 6 7  1931年（昭和6年）4月1日、葛野郡花園村、太秦村、西院村、梅ヶ畑村、嵯峨町、梅津村、京極村を新設の右京区に編入。
2. ↑  住民基本台帳の元学区名は西院（西院）。小学校名は「西院小学校」である。
3. ↑  右京区第10国勢統計区の名称は西京極、第11国勢統計区の名称は西京極西である。

#### 旧京北町域
旧京北町域では、京北町成立前の6か村、あるいはそれをさらに細分した元行政区が学区に準ずるものとして扱われている。
| 旧村 | 元行政区（数字は住民基本台帳元学区コード） | 元行政区（数字は住民基本台帳元学区コード） | 元行政区（数字は住民基本台帳元学区コード） | 元行政区（数字は住民基本台帳元学区コード） | 元行政区（数字は住民基本台帳元学区コード） | 元行政区（数字は住民基本台帳元学区コード） | 元行政区（数字は住民基本台帳元学区コード） | 元行政区（数字は住民基本台帳元学区コード） |
| ---- | ------------------------------------------ | ------------------------------------------ | ------------------------------------------ | ------------------------------------------ | ------------------------------------------ | ------------------------------------------ | ------------------------------------------ | ------------------------------------------ |
| 黒田 | 31 芹生                                    | 32 灰屋                                    | 33 片波                                    | 34 上黒田                                  | 35 宮                                      | 36 下黒田                                  |                                            |                                            |
| 山国 | 37 小塩                                    | 38 初川                                    | 39 井戸                                    | 40 大野                                    | 41 長池                                    | 42 比賀江                                  | 43 中江                                    | 44 塔                                      |
| 山国 | 45 辻                                      | 46 鳥居                                    | 47 下                                      |                                            |                                            |                                            |                                            |                                            |
| 弓削 | 48 上中                                    | 49 下中                                    | 50 鳥谷                                    | 51 下弓削                                  | 52 金屋                                    | 53 塩田                                    | 54 井崎                                    | 55 赤石                                    |
| 弓削 | 56 田貫                                    | 57 室谷                                    | 58 上川                                    | 59 下川                                    | 60 十一                                    | 61 沢尻                                    | 62 筒江                                    |                                            |
| 周山 | 63 宇野                                    | 64 浅江                                    | 65 西                                      | 66 矢代中                                  | 67 漆谷                                    | 68 熊田                                    | 69 下熊田                                  | 70 五本松                                  |
| 周山 | 71 稲谷                                    | 72 宮坂                                    | 73 八津良                                  | 74 仲                                      | 75 神明                                    | 76 橋北                                    | 77 橋南                                    | 78 橋向                                    |
| 周山 | 79 城山                                    | 80 栗尾                                    | 81 魚ケ渕                                  |                                            |                                            |                                            |                                            |                                            |
| 細野 | 82 余野                                    | 83 滝                                      | 84 上                                      | 85 中                                      | 86 下                                      | 87 長野                                    |                                            |                                            |
| 宇津 | 88 柏原                                    | 89 弓槻                                    | 90 栃本                                    | 91 中地                                    | 92 明石                                    | 93 粟生谷                                  | 94 上浮井                                  | 95 下浮井                                  |

### 西京区

#### 西京区役所管内
西京区の西京区役所管内は、かつての葛野郡の桂村、松尾村、川岡村の区域にあたる。同区域は1931年（昭和6年）に京都市に編入され、新設された右京区に含まれることになった。その後、1976年（昭和51年）に右京区から分区された西京区に含まれることになった。 
| 名称   | 読みがな         | 住基 元学区 コード | 国勢 統計区 番号 | 名称の変遷 （第二次大戦まで） | 名称の変遷 （第二次大戦まで） | 備考 | 備考               |
| 名称   | 読みがな         | 住基 元学区 コード | 国勢 統計区 番号 | 編入前                        | 1940年                        | 備考 | 備考               |
| ------ | ---------------- | ------------------ | ---------------- | ----------------------------- | ----------------------------- | ---- | ------------------ |
| 桂     | かつら           | 13                 | 6                | (桂村)                        | 桂学区                        | ●    |                    |
| 桂川   | かつらがわ       | 13                 | 4                | (桂村)                        | 桂学区                        | －   | 1977年桂川小創立   |
| 桂東   | かつらひがし     | 13                 | 7                | (桂村)                        | 桂学区                        | －   | 1969年桂東小創立   |
| 桂徳   | けいとく         | 13                 | 5                | (桂村)                        | 桂学区                        | －   | 1986年桂徳小創立   |
| 川岡   | かわおか         | 14,15              | 8                | (川岡村)                      | 川岡学区                      | ●    |                    |
| 川岡東 | かわおかひがし   | 14,15              | 9                | (川岡村)                      | 川岡学区                      | －   | 1982年川岡東小創立 |
| 樫原   | かたぎはら       | 14,15              | 10               | (川岡村)                      | 川岡学区                      | －   | 1970年樫原小創立   |
| 松尾   | まつお           | 16                 | 2                | (松尾村)                      | 松尾学区                      | ●    |                    |
| 松陽   | しょうよう       | 16                 | 3                | (松尾村)                      | 松尾学区                      | －   | 1971年松陽小創立   |
| 嵐山東 | あらしやまひがし | 16                 | 1                | (松尾村)                      | 松尾学区                      | －   | 1974年嵐山東小創立 |

1. 1 2 3  1931年（昭和6年）4月1日、葛野郡松尾村、桂村、川岡村を新設の右京区（当時）に編入。

#### 洛西支所管内
西京区役所洛西支所管内は、第二次大戦後に京都市右京区に編入され、1976年（昭和51年）に右京区から分区された西京区に含まれることになった。 現在、7学区（元学区）が設定されている。
| 名称   | 読みがな   | 住基 元学区 コード | 国勢 統計区 番号 | 名称の変遷 （第二次大戦まで） | 備考                         |
| ------ | ---------- | ------------------ | ---------------- | ----------------------------- | ---------------------------- |
| 大枝   | おおえ     | 17                 | 11               | （大枝村）                    |                              |
| 桂坂   | かつらざか | 17                 | 12               | （大枝村）                    | 1989年に桂坂小創立。         |
| 新林   | しんばやし | 17                 | 13               | （大枝村）                    | 1977年に新林小創立。         |
| 境谷   | さかいだに | 17                 | 15               | （大枝村）                    | 1979年に境谷小創立。         |
| 福西   | ふくにし   | 17                 | 14               | （大枝村）                    | 1981年に福西自治連合会が発足 |
| 竹の里 | たけのさと | 17                 | 16               | （大枝村）                    | 1982年に竹の里小創立。       |
| 大原野 | おおはらの | 18                 | 17               | （大原野村）                  |                              |

1. ↑  1950年（昭和25年）12月1日、乙訓郡大枝村を京都市（当時の右京区）に編入[71]。
2. ↑  1959年（昭和34年）11月1日、乙訓郡大原野村を京都市（当時の右京区）に編入[70]。

### 伏見区

#### 本所（伏見区役所管内）
伏見区は、1931年（昭和6年）4月1日に京都市への周辺市町村の編入により発足した。
伏見区役所管内は、旧伏見市域など、1931年（昭和6年）以降に京都市に編入した区域により構成される。
なお、旧伏見市域の町組の変遷や構成する公称町については、「京都市伏見区の町名#旧伏見市地区」に記載がある。
| 名称       | 読みがな           | 住基 元学区 コード | 国勢 統計区 番号 | 名称の変遷 （第二次大戦まで） | 名称の変遷 （第二次大戦まで） | 備考                             | 備考                             |
| 名称       | 読みがな           | 住基 元学区 コード | 国勢 統計区 番号 | 編入前                        | 1940年                        | 備考                             | 備考                             |
| ---------- | ------------------ | ------------------ | ---------------- | ----------------------------- | ----------------------------- | -------------------------------- | -------------------------------- |
| 住吉       | すみよし           | 11                 | 2                | (伏見市)                      | 伏見学区 (伏見第三)           | ●                                |                                  |
| 板橋       | いたばし           | 12                 | 3                | (伏見市)                      | 伏見学区 (伏見第一)           | ●                                |                                  |
| 南浜       | みなみはま         | 13                 | 12               | (伏見市)                      | 伏見学区 (伏見第二)           | ●                                |                                  |
| 竹田       | たけだ             | 14                 | 1                | (竹田村)                      | 竹田学区                      | ●                                |                                  |
| 桃山       | ももやま           | 15                 | 18               | (堀内村)                      | 桃山学区                      | ●                                |                                  |
| 桃山東     | ももやまひがし     | 15                 | 19               | (堀内村)                      | 桃山学区                      | －                               | 1967年桃山東小創立               |
| 桃山南     | ももやまみなみ     | 15                 | 20               | (堀内村)                      | 桃山学区                      | －                               | 1977年桃山南小創立               |
| 向島       | むかいじま         | 19                 | 13               | (向島村)                      | 向島学区                      | ●                                |                                  |
| 向島南     | むかいじまみなみ   | 19                 | 14               | (向島村)                      | 向島学区                      | －                               | 1976年向島南小創立               |
| 向島二ノ丸 | むかいじまにのまる | 19                 | 15               | (向島村)                      | 向島学区                      | －                               | 1979年向島二ノ丸小創立           |
| 二ノ丸北   | にのまるきた       | 19                 | 16               | (向島村)                      | 向島学区                      | －                               | 1986年二ノ丸北小創立             |
| 向島藤ノ木 | むかいじまふじのき | 19                 | 17               | (向島村)                      | 向島学区                      | －                               | 1983年向島藤の木小創立           |
| 下鳥羽     | しもとば           | 16                 | 4                | (下鳥羽村)                    | 下鳥羽学区                    | ●                                |                                  |
| 横大路     | よこおおじ         | 17                 | 11               | (横大路村)                    | 横大路学区                    | ●                                |                                  |
| 納所       | のうそ             | 18                 | 10               | (納所村)                      | 納所学区                      | ●                                |                                  |
| 久我       | こが               | 22                 | 5                | （久我村）                    | （久我村）                    |                                  |                                  |
| 久我の杜   | こがのもり         | 22                 | 6                | （久我村）                    | （久我村）                    | 1992年久我の杜小創立             | 1992年久我の杜小創立             |
| 羽束師     | はづかし           | 23                 | 7                | （羽束師村）                  | （羽束師村）                  |                                  |                                  |
| 淀         | よど               | 24                 | 8                | （淀町）                      | （淀町）                      |                                  |                                  |
| 淀南       | よどみなみ         | 24                 | 9                | （淀町）                      | （淀町）                      | かつての綴喜郡美豆村の区域に相当 | かつての綴喜郡美豆村の区域に相当 |

1. 1 2 3 4 5 6 7  1931年（昭和6年）4月1日、伏見市、紀伊郡竹田村、堀内村、向島村、下鳥羽村、横大路村、納所村を新設の伏見区に編入。
2. ↑  国勢統計区の名称は向島二ノ丸北（むかいじまにのまるきた）
3. 1 2  1950年（昭和25年）12月1日、乙訓郡久我村、羽束師村を伏見区に編入[71]。
4. ↑  1957年（昭和32年）4月1日、久世郡淀町を伏見区に編入。
5. ↑  国勢統計区の名称は美豆（みず）

#### 深草（深草支所管内）
伏見区役所深草支所管内は、1931年（昭和6年）に京都市に編入したかつての旧紀伊郡深草町域により構成され、小学校の通学区域単位で5学区（元学区）が設定されている。
| 名称 | 読みがな   | 住基 元学区 コード | 国勢 統計区 番号 | 名称の変遷 （第二次大戦まで） | 名称の変遷 （第二次大戦まで） | 備考 | 備考                                   |
| 名称 | 読みがな   | 住基 元学区 コード | 国勢 統計区 番号 | 編入前                        | 1940年                        | 備考 | 備考                                   |
| ---- | ---------- | ------------------ | ---------------- | ----------------------------- | ----------------------------- | ---- | -------------------------------------- |
| 稲荷 | いなり     | 11                 | 21               | (深草町)                      | 深草学区 (深草第二)           | ●    | 1941年小学校名を深草第二から稲荷に改称 |
| 砂川 | すながわ   | 12                 | 22               | (深草町)                      | 深草学区 (深草第四)           | ●    | 1941年小学校名を深草第四から砂川に改称 |
| 深草 | ふかくさ   | 13                 | 23               | (深草町)                      | 深草学区 (深草第一)           | ●    | 1941年小学校名を深草第一から深草に改称 |
| 藤森 | ふじのもり | 14                 | 24               | (深草町)                      | 深草学区 (深草第三)           | ◆    | ◆                                      |
| 藤城 | ふじしろ   | 14                 | 25               | (深草町)                      | 深草学区 (深草第三)           | －   | 1986年藤城小創立                       |

1. ↑  1931年（昭和6年）4月1日、紀伊郡深草町を新設の伏見区に編入。
2. ↑  伏見区第24国勢統計区の名称は藤ノ森である。
3. ↑  町内会連合会の名称は藤ノ森[31]。1941年（昭和16年）小学校名を深草第三から藤ノ森に改称。

#### 醍醐（醍醐支所管内）
伏見区役所の醍醐支所管内には、小学校の通学区域単位で10学区（元学区）が設定されている。現在の伏見区役所の醍醐支所管内にあたる区域は、もと宇治郡醍醐村であり、1931年（昭和6年）に京都市に編入され、醍醐学区が置かれた。
| 名称       | 読みがな         | 住基 元学区 コード | 国勢 統計区 番号 | 名称の変遷 （第二次大戦まで） | 名称の変遷 （第二次大戦まで） | 備考 | 備考                   |
| 名称       | 読みがな         | 住基 元学区 コード | 国勢 統計区 番号 | 編入前                        | 1940年                        | 備考 | 備考                   |
| ---------- | ---------------- | ------------------ | ---------------- | ----------------------------- | ----------------------------- | ---- | ---------------------- |
| 醍醐       | だいご           | 20, 21             | 28               | (醍醐村)                      | 醍醐学区                      | ●    |                        |
| 小栗栖     | おぐりす         | 20, 21             | 31               | (醍醐村)                      | 醍醐学区                      | －   | 1974年小栗栖小創立     |
| 小栗栖宮山 | おぐりすみややま | 20, 21             | 32               | (醍醐村)                      | 醍醐学区                      | －   | 1983年小栗栖宮山小創立 |
| 池田       | いけだ           | 20, 21             | 29               | (醍醐村)                      | 醍醐学区                      | －   | 1974年池田小創立       |
| 池田東     | いけだひがし     | 20, 21             | 30               | (醍醐村)                      | 醍醐学区                      | －   | 1984年池田東小創立     |
| 春日野     | かすがの         | 20, 21             | 35               | (醍醐村)                      | 醍醐学区                      | －   | 1973年春日野小創立     |
| 日野       | ひの             | 20, 21             | 34               | (醍醐村)                      | 醍醐学区                      | －   | 1981年日野小創立       |
| 石田       | いしだ           | 20, 21             | 33               | (醍醐村)                      | 醍醐学区                      | －   | 1976年石田小創立       |
| 醍醐西     | だいごにし       | 20, 21             | 27               | (醍醐村)                      | 醍醐学区                      | －   | 1967年醍醐西小創立     |
| 北醍醐     | きただいご       | 20, 21             | 26               | (醍醐村)                      | 醍醐学区                      | －   | 1977年北醍醐小創立     |

1. ↑  元学区については、コード番号が20は「醍醐」を冠する公称町名、21がそれ以外（小栗栖・石田・日野）を冠する公称町名が該当する。
2. ↑  1931年（昭和6年）4月1日、宇治郡醍醐村を新設の伏見区に編入[73]。